# 리모네술가르다
리모네술가르다(가르데사노: Limù)는 이탈리아 북부 롬바르디아주의 브레시아도에 있는 도시이자 코무네로, 가르다호 서쪽 기슭에 있다.

## 역사
유명한 레몬 재배지(이탈리아어로 limone의 의미)가 있음에도 불구하고, 이 도시의 이름은 아마도 고대 lemos(느릅나무속) 또는 limes(라틴어: 경계, 브레시아 코무네와 트렌토 주교령을 지칭)에서 유래했을 것이다. 1863년에서 1905년 사이에 이 코무네의 명칭은 리모네 산 조반니였다.
1786년 9월 13일, 유명한 독일 시인 J. 볼프강 괴테가 배를 타고 이 마을을 지나면서 레몬 정원을 다음과 같이 묘사했다.
"우리는 리모네를 지나갔는데, 그곳의 산악 정원들은 테라스 형태로 조성되어 레몬나무가 심어져 있어 깔끔하고 풍요로운 모습을 하고 있었다. 정원 전체는 서로 일정한 거리를 두고 놓인 네모난 흰 기둥들이 계단식으로 산을 따라 올라가는 형태로 이루어져 있었다. 이 기둥들 위에는 튼튼한 들보가 놓여 있어 그 사이에 심어진 나무들이 겨울에 보호받을 수 있었다. 이러한 즐거운 풍경은 천천히 지나가면서 감상할 수 있었고, 우리가 말체시네를 이미 지나쳤을 때 바람이 갑자기 바뀌어 낮에 흔히 부는 방향으로 북쪽을 향해 불었다."
(이탈리아 기행, J. 볼프강 괴테, 1816–17)
1940년대까지 이 도시는 호수나 산을 통해서만 접근할 수 있었고, 리바델가르다로 가는 도로는 1932년에 완성되었지만, 오늘날 리모네는 이 지역에서 가장 유명한 관광지 중 하나이다.

## 지방 정부
리모네는 시장(sindaco)이 이끌며, 입법 기관인 consiglio comunale과 행정 기관인 giunta comunale의 도움을 받는다. 1995년부터 시장과 consiglio comunale의 구성원은 거주 시민이 함께 직접 선출하며, 1945년부터 1995년까지 시장은 입법 기관에서 선출했다. giunta comunale은 시장이 의장을 맡고, 시장이 assessori라고 불리는 다른 구성원을 임명한다. comune의 청사는 일반적으로 municipio 또는 palazzo comunale이라고 불리는 건물에 위치한다.
1995년 이래로 리모네의 시장은 시민이 직접 선출하며, 처음에는 4년마다, 그 다음에는 5년마다 선출된다. 현 시장은 프란체스키노 리사티로, 2024년 6월 10일에 4선으로 당선되었다.
| 시장                       | 임기 시작       | 임기 종료       | 정당   |
| -------------------------- | --------------- | --------------- | ------ |
| 조반니 바티스타 마르티넬리 | 1995년 4월 24일 | 2004년 6월 14일 | 무소속 |
| 프란체스키노 리사티        | 2004년 6월 14일 | 2019년 5월 27일 | 무소속 |
| 안토니오 마르티넬리        | 2019년 5월 27일 | 2024년 6월 10일 | 무소속 |
| 프란체스키노 리사티        | 2024년 6월 10일 | 현직            | 무소속 |

## 건강
1979년, 연구원들은 리모네 주민들의 혈액에서 변이된 형태의 아포지단백질(ApoA-1 밀라노라고 불림)을 발견했는데, 이는 건강한 형태의 고밀도 콜레스테롤을 유도하여 죽상경화증 및 기타 심혈관 질환의 위험을 낮추는 결과를 낳았다.
이 단백질은 이 마을 주민들에게 극단적인 장수를 가져다준 것으로 보인다. 약 1,000명의 전체 주민 중 12명이 100세 이상이다. 이 돌연변이의 기원은 17세기에 리모네에 살았던 한 부부로 거슬러 올라간다. ApoA-1 돌연변이의 유익한 효과를 모방하여 심장 질환에 대한 약물 치료법을 개발하기 위한 연구가 계속 진행 중이다.

## 갤러리

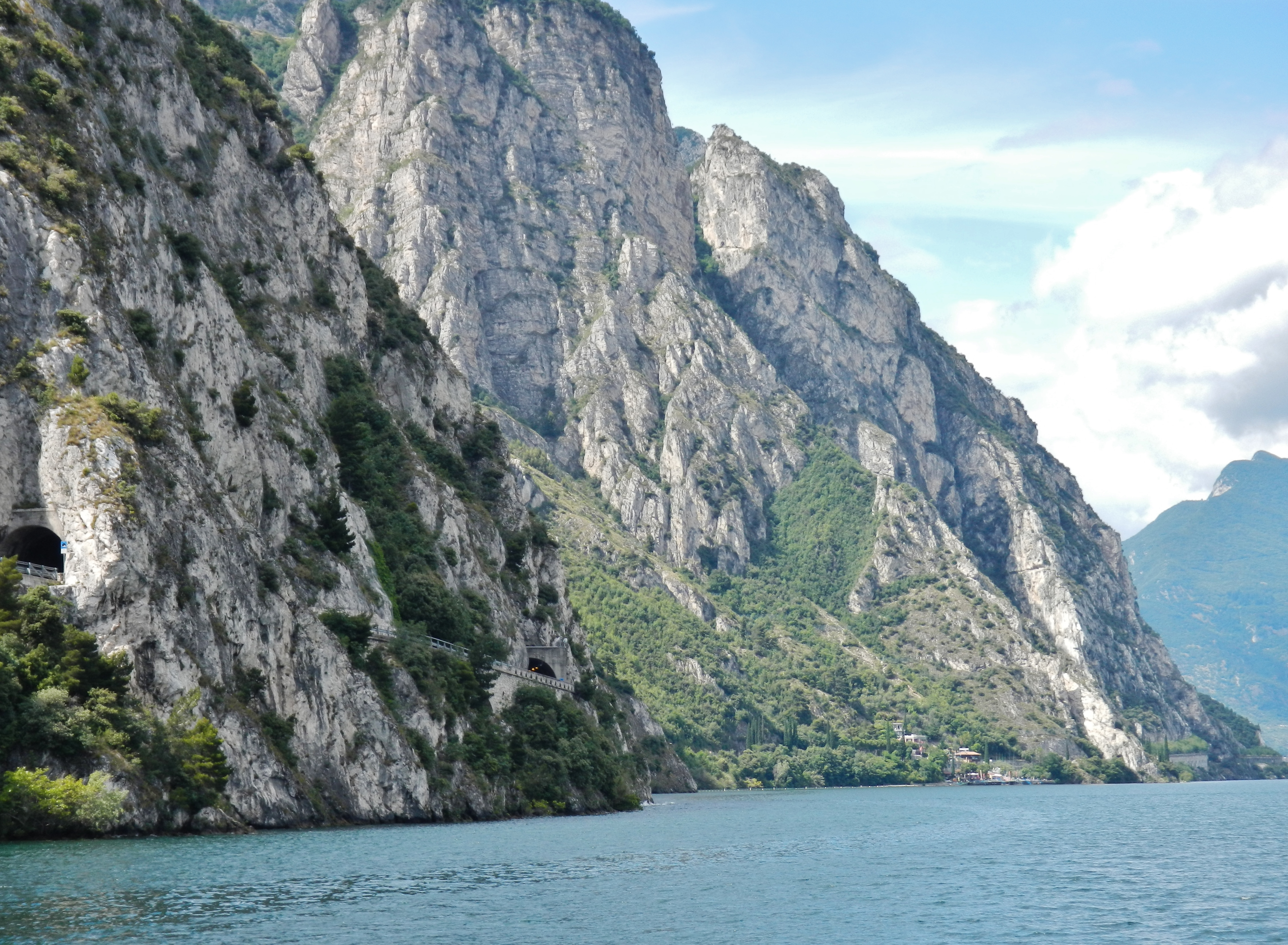
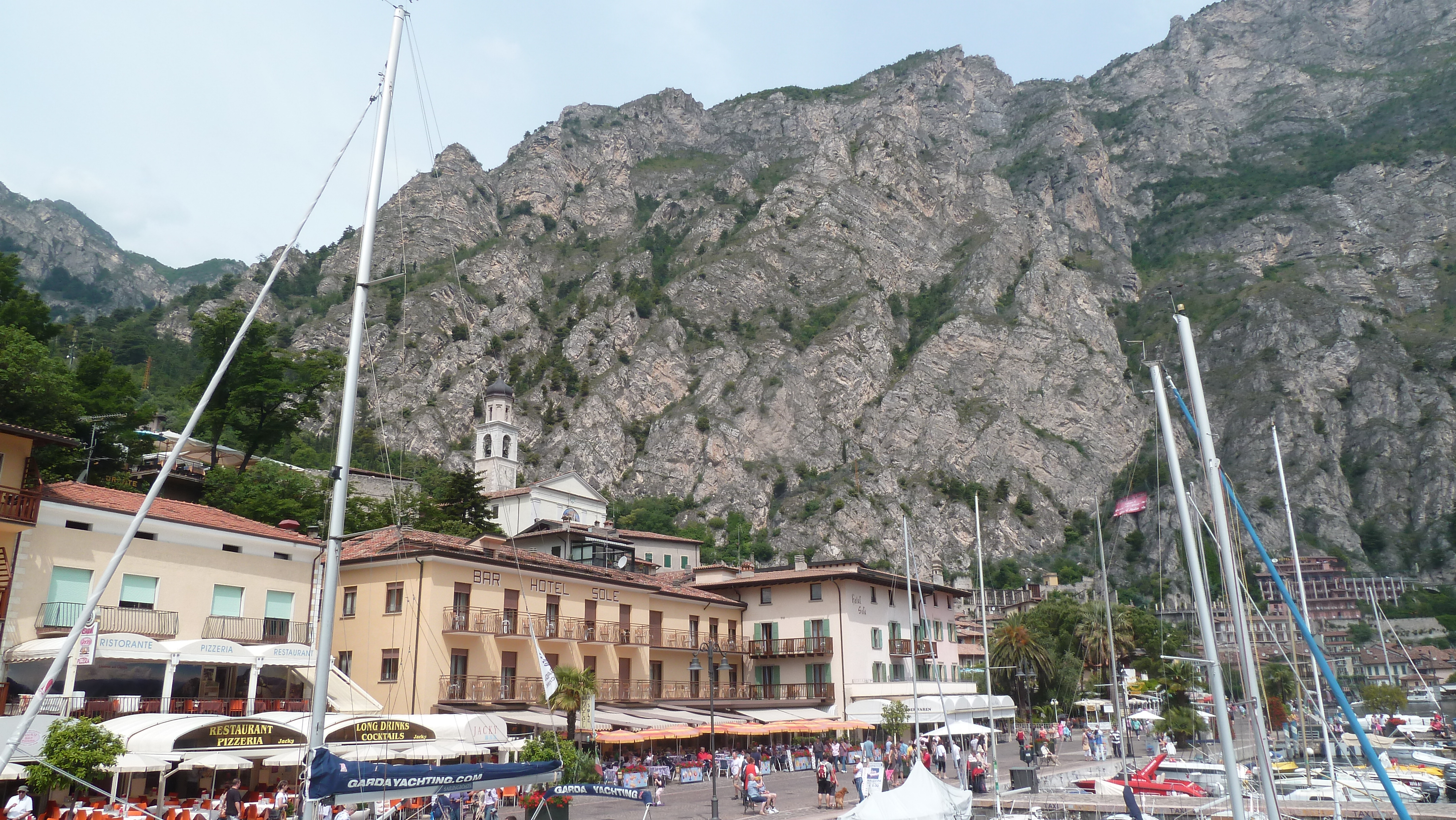
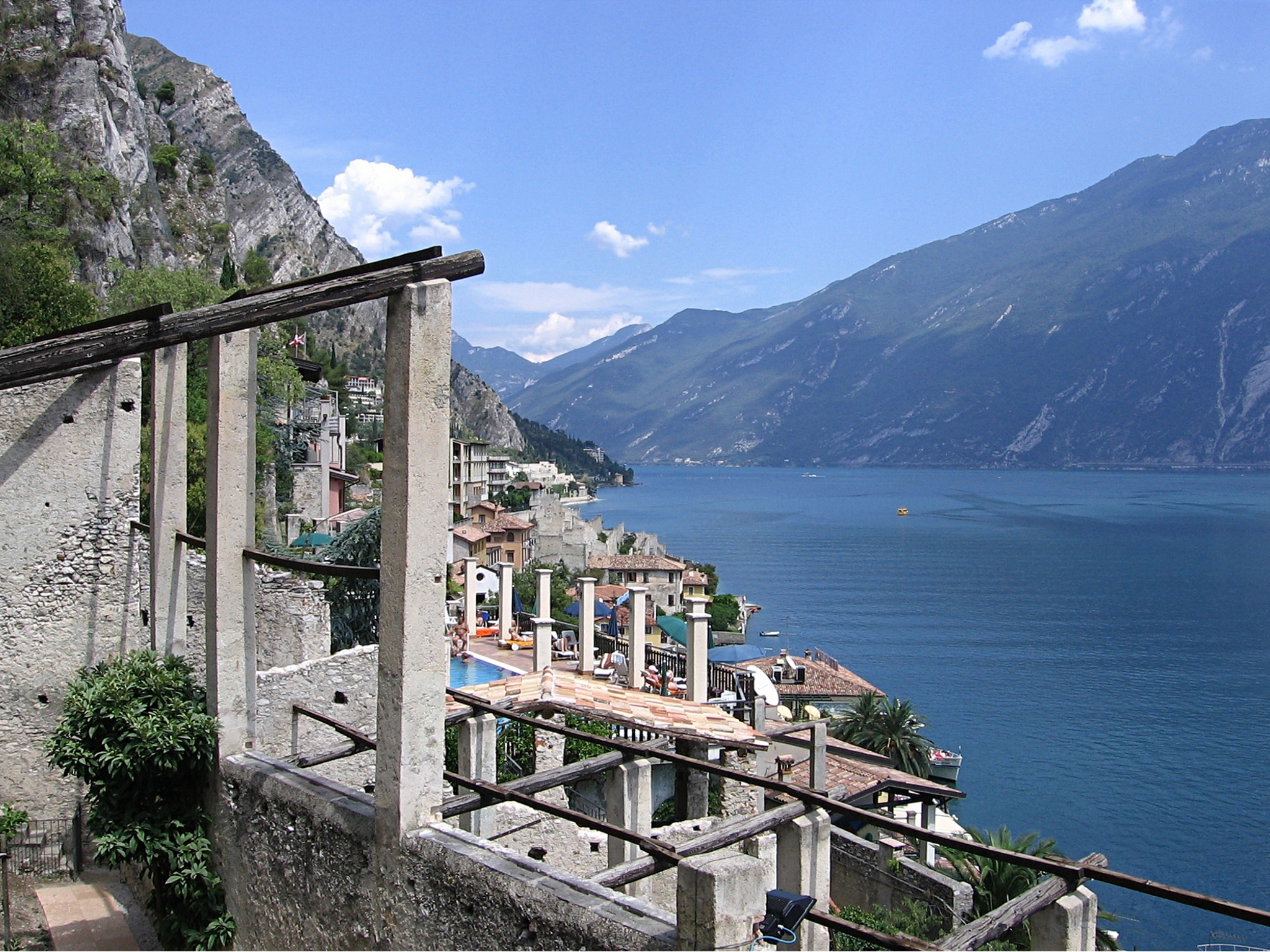
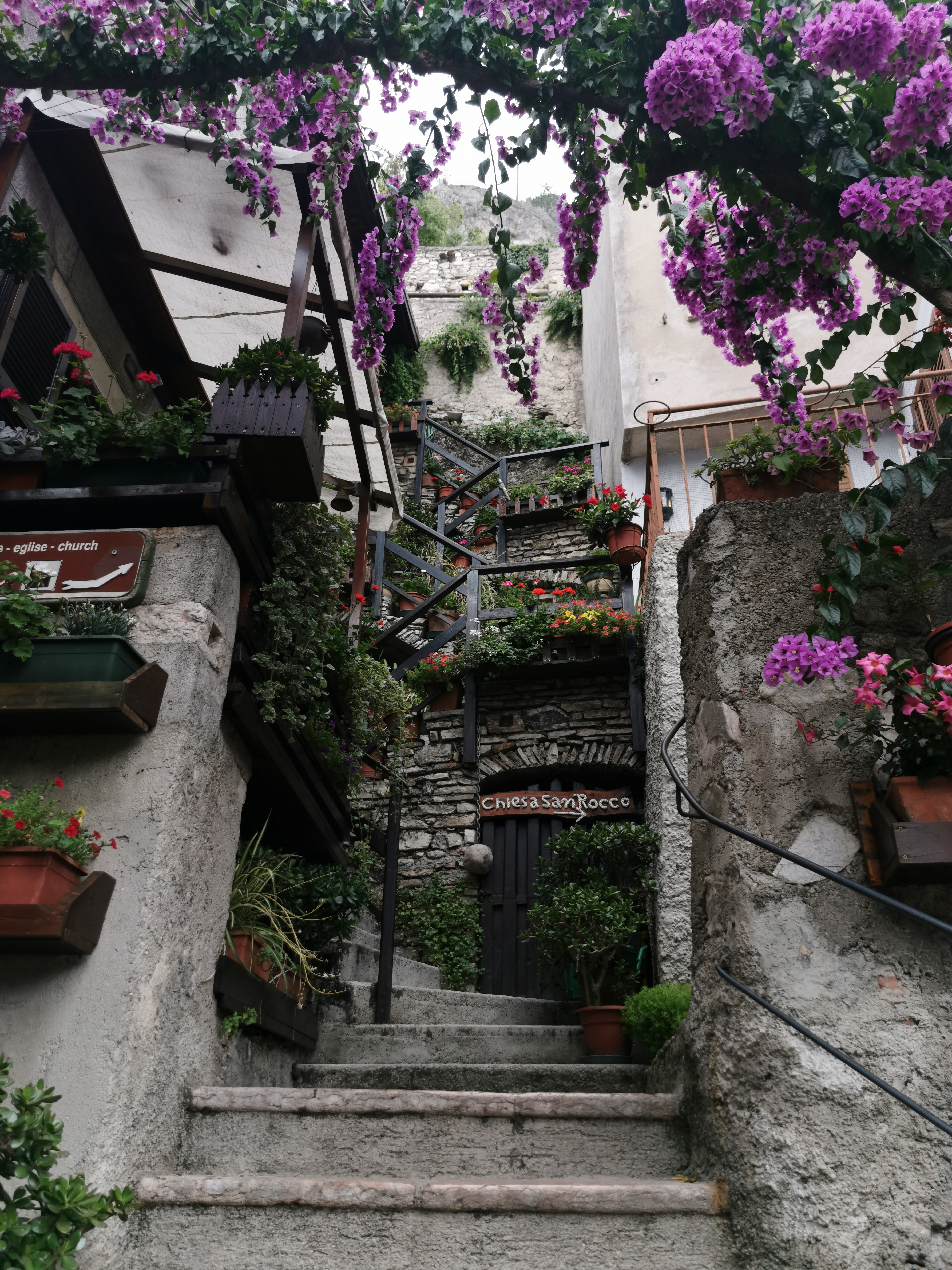
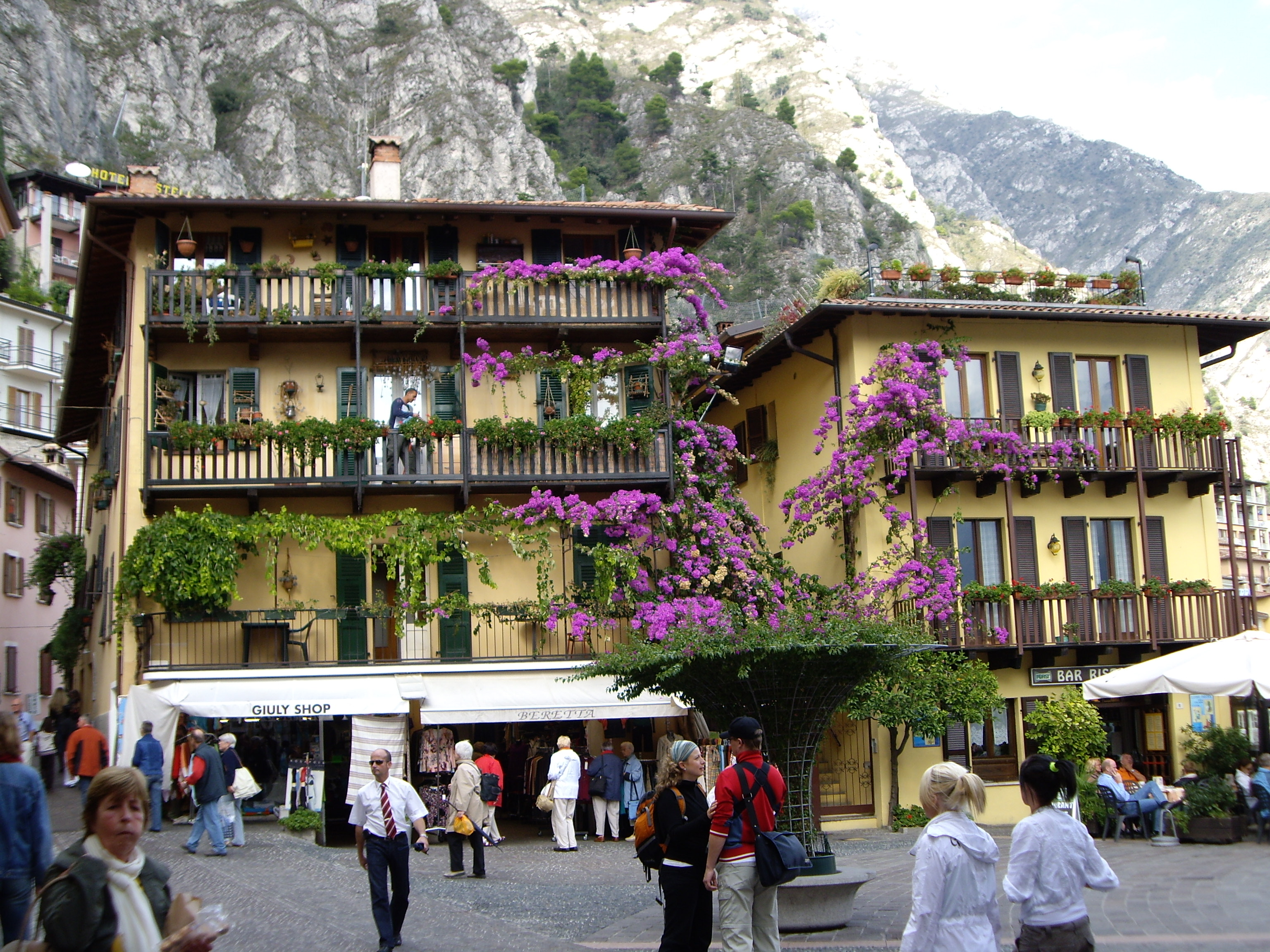
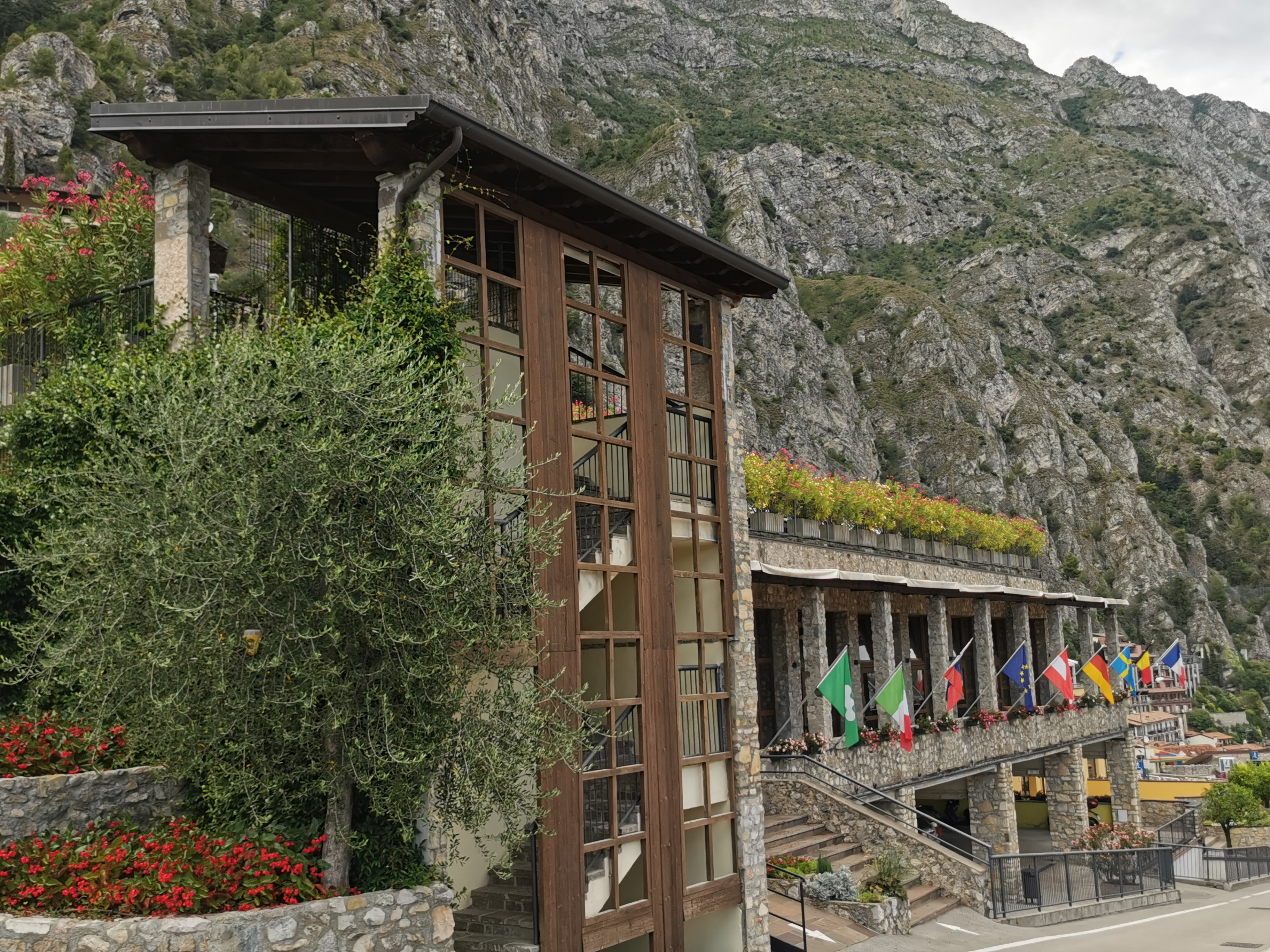
시청